# Lưu Đức Long
Lưu Đức Long (sinh ngày 23 tháng 5 năm 1963) là một bác sĩ và chính trị gia người Việt Nam, dân tộc Sán Dìu. Ông hiện là đại biểu Quốc hội Việt Nam khóa XIV nhiệm kì 2016-2021, thuộc đoàn đại biểu quốc hội tỉnh Vĩnh Phúc, Ủy viên Hội đồng Dân tộc của Quốc hội, hiện là Bí thư Huyện ủy, Chủ tịch Hội đồng nhân dân huyện Tam Đảo, tỉnh Vĩnh Phúc. Ông đã trúng cử đại biểu Quốc hội năm 2016 ở đơn vị bầu cử số 1, tỉnh Vĩnh Phúc gồm thành phố Vĩnh Yên, Thành phố Phúc Yên, các huyện: Vĩnh Tường, Yên Lạc.

## Xuất thân
Lưu Đức Long sinh ngày 23 tháng 5 năm 1963 quê quán ở xã Hợp Châu, huyện Tam Đảo, tỉnh Vĩnh Phúc.
Ông hiện cư trú ở phường Liên Bảo, thành phố Vĩnh Yên, tỉnh Vĩnh Phúc.

## Giáo dục
- Giáo dục phổ thông: 10/10
- Đại học Y Hà Nội - Bác sĩ ngoại sản
- Bác sĩ chuyên khoa cấp I
- Cao cấp lí luận chính trị

## Sự nghiệp
Ông gia nhập Đảng Cộng sản Việt Nam vào ngày 29/9/1997.
Ông từng là đại biểu hội đồng nhân dân huyện Tam Đảo nhiệm kỳ 2004-2011.
Khi ứng cử đại biểu Quốc hội Việt Nam khóa 14 vào tháng 5 năm 2016 ông đang là Phó Bí thư Huyện ủy, Chủ tịch Ủy ban nhân dân huyện Tam Đảo, tỉnh Vĩnh Phúc, làm việc ở Ủy ban nhân dân huyện Tam Đảo, tỉnh Vĩnh Phúc.
Ông đã trúng cử đại biểu quốc hội năm 2016 ở đơn vị bầu cử số 1, tỉnh Vĩnh Phúc gồm thành phố Vĩnh Yên, Thị xã Phúc Yên, các huyện: Vĩnh Tường, Yên Lạc, được 294.311 phiếu, đạt tỷ lệ 72,88% số phiếu hợp lệ.
Ông nguyên là Phó Bí thư Huyện ủy, Chủ tịch Ủy ban nhân dân huyện Tam Đảo, tỉnh Vĩnh Phúc, Ủy viên Hội đồng Dân tộc của Quốc hội.
Ông hiện là Bí thư Huyện ủy, Chủ tịch Hội đồng nhân dân huyện Tam Đảo, tỉnh Vĩnh Phúc, Ủy viên Hội đồng Dân tộc của Quốc hội.
Ông đang làm việc ở Huyện ủy - HDND huyện Tam Đảo, tỉnh Vĩnh Phúc.